# ホールド・ユア・ファイアー
| 専門評論家によるレビュー | 専門評論家によるレビュー |
| レビュー・スコア         | レビュー・スコア         |
| 出典                     | 評価                     |
| ------------------------ | ------------------------ |
| Allmusic                 | [ 1 ]                    |

『ホールド・ユア・ファイアー』 (Hold Your Fire) は、ハードロックバンド、ファイアーハウスによる2枚目のスタジオアルバム。1992年6月にリリースされ、3週間連続してBillboard 200アルバムチャートで23位となった。
アルバムからは、「リーチ・フォー・ザ・スカイ」、「スリーピング・ウィズ・ユー」、そしてバンドの代表曲となるラヴバラード「ホエン・アイ・ルック・イントゥ・ユア・アイズ」がシングルカットされている。アルバムはアメリカのRIAAによってゴールドに認定されている。ギタリストのビル・レバティー は、このアルバムが2008年にプラチナに認定されると予想した。アメリカでは2009年におよそ831,000枚を売り上げ、後にゴールドに認定されることとなる。

## 収録曲
1. リーチ・フォー・ザ・スカイ (Reach for the Sky) - 4:47
2. ロック・ユー・トゥナイト (Rock You Tonight) - 4:35
3. スリーピング・ウィズ・ユー (Sleeping With You) - 3:51
4. ユー・アー・トゥー・バッド (You're Too Bad) - 3:38
5. ホエン・アイ・ルック・イントゥ・ユア・アイズ (When I Look Into Your Eyes) - 4:00
6. ゲット・イン・タッチ (Get in Touch) - 5:24
7. ホールド・ユア・ファイアー (Hold Your Fire) - 3:51
8. ザ・ミーニング・オブ・ラヴ (The Meaning of Love) - 4:12
9. トーク・オブ・ザ・タウン (Talk of the Town) - 4:38
10. ライフ・イン・ザ・リアル・ワールド (Life in the Real World) - 3:36
11. ママ・ディドゥント・レイズ・ノー・フール (Mama Didn't Raise No Fool) - 4:00
12. ホールド・ザ・ドリーム (Hold the Dream) - 5:02

ビル・レバティー、C・J・スネアによる作曲。#11はフォスター、レバティー、リチャードソン、スネアによる。

## 認定
| 国       | 認定     |
| -------- | -------- |
| アメリカ | プラチナ |

## シングル
- リーチ・フォー・ザ・スカイ - 米83位
- ホエン・アイ・ルック・イントゥ・ユア・アイズ - 米8位
- スリーピング・ウィズ・ユー - 米78位

## 担当
- C・J・スネア - ヴォーカル、キーボード
- ビル・レバティー - ギター
- ペリー・リチャードソン - ベースギター
- マイケル・フォスター - ドラム、パーカッション

## プロダクション
- エクスキューティヴ・プロデューサー: マイケル・キャプラン
- プロデューサー: デヴィッド・プラター
- エンジニア: Doug Oberkircher
- アシスタントエンジニア: スティーヴ・レジーナ
- ミキサー: デヴィッド・プラター & Doug Oberkircher
- ミスター: Vladimir Meller